# Bourse de diplomatie citoyenne
Vous venez d’apposer le modèle de débat d'admissibilité.
Avant toute chose, veuillez créer la page de débat correspondante en cliquant ici.
- Une fois la page de vote initialisée, rafraîchissez cette page, et le bandeau prendra son aspect définitif.
- Si votre débat d'admissibilité est groupé (le motif et l’argumentation doivent être les mêmes), modifiez cette page pour ajouter au modèle le paramètre « cat » suivi du nom de la page de discussion de l’article pour lequel la page de débat existe déjà (ex. : cat=Discussion:Nom_de_l'autre_article). Ensuite, suivez les nouvelles instructions qui apparaissent.
- Vous pouvez également utiliser le paramètre « type » pour faciliter l’accès aux critères d’admissibilité. Exemple : {{suppression|type=mot-clé}}. Liste des mots-clés existants : fiction, musique, art visuel, fanzine, jeu de société, porno, sportif, association, enseignement, société, site web, route, nombre, (Liste complète ici).

| 1. | Créez la page de débat d'admissibilité.                                                                      | Sauvegardez d’abord la page pour l’initialiser puis indiquez votre motivation.                        |
| 2. | Important : ajoutez une entrée dans la section Débat d'admissibilité du jour.                                | Utilisez ce texte : *{{L\|Bourse de diplomatie citoyenne}}                                            |
| 3. | Pensez à informer les contributeurs principaux de la page et les projets associés lorsque cela est possible. | Utilisez ce texte : {{subst:Avertissement débat d'admissibilité\|Bourse de diplomatie citoyenne}}~~~~ |

 (janvier 2025).
Le programme Bourse de diplomatie citoyenne (en anglais : Citizen Diplomacy Fellowship, CDF) est une initiative soutenue et financée par le ministère des Affaires étrangères et de la Diaspora (MFAD) du Kosovo. Ce programme vise à réunir de jeunes professionnels issus de la diaspora kosovare, en les incitant à jouer un rôle dans le développement politique, économique et socio-culturel du Kosovo, tout en renforçant leurs liens avec leurs racines et leur pays d'origine. Cette initiative fait partie de la vision globale du Kosovo visant à capitaliser sur les talents et les compétences de sa diaspora pour soutenir le développement national. 
Les fellows sont affectés aux diverses institutions publiques en fonction de leurs compétences spécifiques et de leur expertise. La répartition se fait principalement entre des ministères clés comme le Bureau du Premier Ministre, les cabinets ministériels, le ministère des Affaires étrangères et de la Diaspora, le ministère de la Justice, le ministère de l’Enseignement, le ministère de la Culture, et le ministère de la Santé. En fonction de leur domaine d'expertise, ils peuvent également être assignés à des institutions académiques comme l'université de Pristina, ou encore à des organismes spécialisés comme l'Institut des crimes de guerre ou le Musée national. La sélection des institutions se fait en tenant compte également de leurs préférences.

## Objectifs du programme
Promotion de l'image du Kosovo à l'échelle mondiale : Les boursiers ont l'opportunité de voyager, de réseauter avec d'autres professionnels et d'approfondir leur compréhension du paysage culturel et politique du pays. Ils sont encouragés à utiliser leurs compétences pour promouvoir les objectifs de l'engagement citoyen et à fournir des contributions clés sur la manière d'impliquer activement la diaspora dans les processus décisionnels au sein du MFAD et d'autres ministères. L’objectif est que chaque participant devienne un ambassadeur des valeurs kosovares à l’international, en apportant son expertise pour promouvoir les objectifs de l’engagement citoyen. 
Renforcement des liens entre la diaspora et la nation : En favorisant l’implication directe des boursiers dans la planification et la mise en œuvre d'initiatives et de programmes, le CDF crée un pont solide entre la diaspora et le Kosovo. Cela contribue à l’enrichissement des politiques publiques et à l’intégration des perspectives internationales dans le processus de développement national. Ce programme permet aux boursiers de s’engager activement dans des projets ayant un impact tangible sur le pays tout en s’imprégnant des réalités politiques et sociales locales.

## Avantages offerts aux participants
Les fellows développent des compétences en leadership, leur permettant de partager leur expertise tout en approfondissant leur compréhension du Kosovo. Ils acquièrent une expérience pratique dans la planification et la mise en œuvre d'initiatives et de programmes, développant ainsi des compétences interculturelles et construisant un réseau mondial. Une allocation mensuelle est prévue pour couvrir les dépenses pendant la période de la bourse, ainsi qu'un billet aller-retour vers et depuis la république du Kosovo. À l'issue du programme, les participants reçoivent un certificat signé par le Ministre des Affaires Étrangères et de la Diaspora, attestant de leur contribution.

## Critères d'éligibilité et processus de candidature
Pour être éligibles, les candidats doivent être membres de la diaspora ou expatriés, ou citoyens de la République du Kosovo résidant actuellement à l'étranger. Ils doivent posséder un diplôme universitaire et avoir au moins deux ans d'expérience professionnelle, soutenus par des références et une lettre de motivation. La capacité à participer au programme en personne au Kosovo est essentielle, et une préférence est accordée aux candidats maîtrisant des langues telles que l'allemand, le français, l'espagnol ou l'italien. La maîtrise de l'albanais et de l'anglais est indispensable.
La Bourse de Diplomatie Citoyenne est un concours sélectif, accessible uniquement aux candidats les plus qualifiés: Le processus de sélection rigoureux comprend plusieurs étapes d’évaluation, incluant l’examen des dossiers académiques et professionnels, des entretiens approfondis et une analyse minutieuse des compétences et de la motivation des postulants. 
Seuls les profils les plus prometteurs sont retenus pour intégrer ce programme d’excellence.